# Love One Another/A Little Bit of Heaven
Love One Another/A Little Bit of Heaven è il singolo di debutto dei Brotherhood of Man, pubblicato dalla London nel 1969. Entrambi i brani sono scritti da Tony Hiller (per i testi) e Peter Simons (per le musiche).

## Tracce
LATO A
- Love One Another

LATO B
- A Little Bit of Heaven